# ماتی رایدما
ماتی رایدما (استونیایی: Mati Raidma؛ زادهٔ ۷ آوریل ۱۹۶۵) سیاستمدار و نماینده مجلس اهل استونی است.